# Комплекс средств войскового ремонта авиационной техники
КСВР-АТ — комплекс средств войскового ремонта авиационной техники, размещаемый на базовом шасси КамАЗ-43114 и состоящий из двух автомобилей-фургонов и двух прицепов-фургонов.
Оборонно-промышленный комплекс страны не занимался разработкой и производством подвижных средств войскового ремонта авиационной техники более 20 лет. Состоящие в настоящее время авиаремонтные лаборатории (ПАРМ-2А, ПАРМ-2Д, УПЛ и т. д.) были разработаны в 60-е годы XX века морально устарели и не отвечают современным требованиям, предъявляемым к регламентным работам новейших образцов авиационной техники. В результате проводимой реформы бывшим Министром обороны страны Сердюковым А. Э. большинство современных разработок в рамках проведенных опытно-конструкторских и научно-исследовательских работ легли «под сукно» с формулировкой — «без реализации».
Со сменой руководителя оборонного ведомства пришло понимание важности модернизации Вооруженных сил страны в целом и переоснащение авиационно-технических частей Вооруженных сил страны в частности. Научно техническим советом ГШ ВС РФ подтвержден факт необходимости скорейшего переоснашения авиационно-технических частей страны новыми образцами военной техники.
КСВР-АТ, разработанный в 2010 году (головной производитель ООО «Энгельсский завод специализированных автомобилей»), способен решать огромный круг ремонтно-технических задач:
- контроль технического состояния и дефектация деталей, узлов и элементов конструкции воздушных судов и авиационных двигателей;
- ремонт обшивки и силовых элементов планера;
- ремонт остекления кабин воздушных судов военного назначения;
- ремонт и замена рабочих лопаток компрессоров газотурбинных двигателей;
- ремонт тонкостенных деталей газотурбинных двигателей;
- ремонт трубопроводов жидко-газовых систем воздушных судов военного назначения и т. д.

С назначением на должность Министра обороны РФ генерала-армии Шойгу С. К. оборонные предприятия — разработчики военной техники возлагают большие надежды на возрождение потенциала оборонной отрасли, пересмотр стратегии перевооружения армии и военно-морского флота.